# Schlacht um Shanghai (1937)
1937–1939

Marco-Polo-Brücke – Peking-Tianjin – Chahar – Shanghai (Sihang-Lagerhaus) – Peking-Hankou-Eisenbahn – Tianjin-Pukou-Eisenbahn – Taiyuan (Pingxingguan, Xinkou) – Nanking – Xuzhou (Tai’erzhuang) – Henan – Lanfeng – Amoy – Überflutung des Gelben Flusses – Wuhan (Wanjialing) – Canton – Hainan – Nanchang – (Xiushui) – Chongqing – Suixian-Zaoyang – (Shantou) – Changsha (1939) – Süd-Guangxi – Winteroffensive (Kunlun-Pass) – (Wuyuan)
1940–1942

Zaoyang-Yichang – Hundert Regimenter – Zentral-Hubei – Süd-Henan – West-Hebei – Shanggao – Shanxi – Changsha (1941) – Changsha (1942) – Yunnan-Burma-Straße – Zhejiang-Jiangxi – Sichuan
1943–1945

West-Hubei – Nord-Burma und West-Yunnan – Changde – Ichi-gō – Henan – Changsha (1944) – Guilin–Liuzhou – West-Henan und Nord-Hubei – West-Hunan – Guangxi (1945) – Mandschukuo (1945)
Die Schlacht um Shanghai vom 13. August bis zum 9. November 1937 war die erste größere Schlacht im Zweiten Japanisch-Chinesischen Krieg. Die japanische Armee griff im August 1937 die chinesische Stadt Shanghai an. Nach schweren Kämpfen in der Innenstadt, die mit der Zerstörung eines Großteils Shanghais endeten, eroberten die japanischen Truppen im November die Stadt. Die Verluste waren auf beiden Seiten sehr hoch.

## Hintergrund
Bereits im Zuge der Mandschurei-Krise von 1931/32, während deren Japan die Mandschurei besetzt und dort den Marionettenstaat Mandschukuo etabliert hatte, war es in Shanghai nach einem Boykottaufruf für japanische Waren zum „Ersten Shanghai-Zwischenfall“ zwischen japanischen und nationalchinesischen Truppen gekommen. Dabei hatten die Japaner die Demilitarisierung Shanghais und seines Umlands durch die Chinesen sowie das Recht zur Stationierung einer kleinen japanischen Garnison zum Schutz der ausländischen Konzessionen in der Stadt erreicht. In der Folgezeit verstärkten sich die Feindseligkeiten zwischen China und Japan. Der Zwischenfall an der Marco-Polo-Brücke am 7. Juli 1937 führte zum Zweiten Japanisch-Chinesischen Krieg. Japan besetzte ohne größere Gegenwehr weite Gebiete im Norden Chinas.

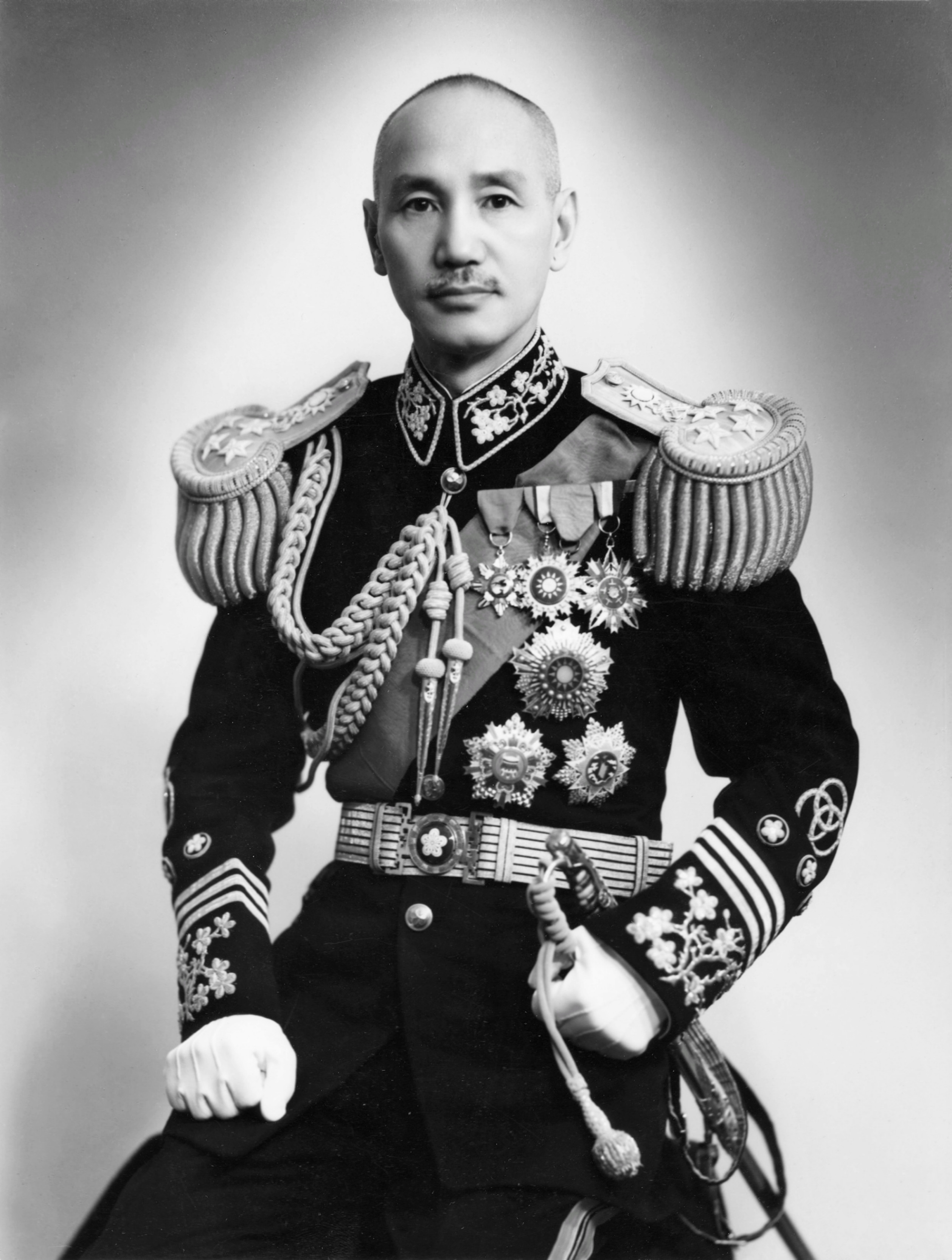
Chiang Kai-shek

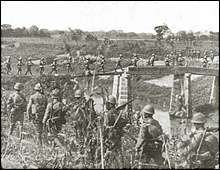
Japanische Truppen 20 km nördlich von Shanghai

Der chinesische Führer Chiang Kai-shek arbeitete nach dem schnellen Vormarsch der Japaner im Norden aktiv darauf hin, das Kampfgeschehen nach Shanghai zu verlagern. Zum einen hoffte er, durch die dortigen Konzessionen verschiedener europäischer Mächte internationale Aufmerksamkeit für den sich ausweitenden Krieg zu erreichen. Zum anderen kam er gemeinsam mit seinen deutschen Militärberatern um Alexander von Falkenhausen, die auf Basis der chinesisch-deutschen Kooperation in China waren, zu dem Schluss, dass die topographische Beschaffenheit im Norden die für schnelle Vorstöße ausgerüsteten Japaner so weit begünstigte, dass eine wirksame Verteidigung dort nicht möglich sei. Es sollten daher möglichst viele Truppen in die urbane und von Wasserläufen durchzogene Gegend um Shanghai verlegt werden. Der deutsche Beraterstab trat bereits vor und auch während der Schlacht vehement dafür ein, dass Shanghai gehalten werden müsse, da die Japaner so die Initiative im gesamten Konflikt verlieren würden und möglicherweise schnell zu einem Friedensschluss bereit wären. Neben diesem negativen moralischen Effekt auf die Japaner hoffte Chiang vor allem, mit einer erfolgreichen oder zumindest langen Verteidigung Shanghais die Moral der chinesischen Bevölkerung zu stärken und diese geschlossen hinter sich sammeln zu können. Aus diesem Grund wurden die am besten ausgebildeten chinesischen Truppen, die teilweise mit deutschen Waffen ausgerüstet waren, in die Stadt verlegt.
Unmittelbarer Anlass für den Ausbruch der Kämpfe war, aus japanischer Sicht, ein Zwischenfall am Abend des 9. August, bei dem ein japanischer Leutnant namens Ōyama Isao der in Shanghai stationierten Spezial-Landungskräfte der Marine und sein Fahrer vor dem Flughafen Shanghai-Hongqiao von chinesischen Selbstverteidigungskräften getötet wurden. Die Japaner, die in Shanghai nur über 4000 Mann verfügten, fühlten sich von den Chinesen bedroht, die eine mehr als zehnmal so starke Streitmacht in der Umgebung der Stadt konzentrierten. Es würde aber für die Japaner leicht möglich sein, ihre Truppen im Falle des Ausbruchs von Kämpfen aus dem Mutterland zu verstärken.
Die Japaner glaubten an einen schnellen Sieg. Man plante, Shanghai in drei Tagen und ganz China in drei Monaten zu erobern. Da im japanischen Heer viele ältere Reservisten dienten, die zu Hause Familie hatten, versuchte man mit den Aussichten auf einen schnellen Sieg die Truppenmoral hochzuhalten.

## Verlauf

### Kämpfe in Zhabei

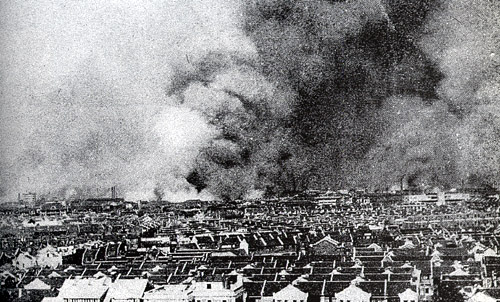
Der Stadtbezirk Zhabei brennt während der Kämpfe in der Innenstadt, August 1937.

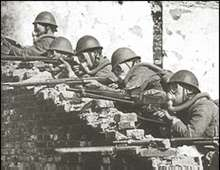
Häuserkampf in Shanghai, August 1937.

Ab dem 13. August kam es zu ersten Kämpfen zwischen in Shanghai eintreffenden chinesischen Truppen der 88. Division (General Sun Yuanliang) und den schon vor Kriegsausbruch in der Stadt stationierten japanischen Marinesoldaten der 12 Kanonenboote auf dem Jangtsekiang und auf dem Huangpu Jiang. Die japanischen Marinetruppen, die durch einige eingetroffene Heeressoldaten der 3. Division (Generalleutnant Fujita Susumu) verstärkt worden waren, versuchten mehrmals, die von chinesischen Truppen verteidigte Bazi-Brücke im Stadtbezirk Zhabei zu überqueren, um in die Innenstadt zu gelangen. Trotz mehrerer Angriffe der Japaner konnten die chinesischen Soldaten unter schweren Verlusten die Brücke halten. Am 14. August wurden jedoch mehrere chinesische Verteidigungspositionen durch japanisches Schiffsartilleriefeuer zerstört. Die chinesischen Einheiten erwiderten das japanische Feuer, wobei der präzise Mörserbeschuss die japanischen Truppen zurückdrängte. Am selben Tag wurden die erschöpften Soldaten der 88. Division von Truppen der 9. Armeegruppe unter dem Kommando von General Zhang Zhizhong verstärkt. Die neuen chinesischen Einheiten (36., 55., 56. und 57. Division) bestanden insgesamt aus 40.000 Mann, die durch einige Artilleriebatterien und etwa 40 Flugzeuge unterstützt wurden.
Die Chinesen griffen am 15. August die japanischen Soldaten an der Brücke an und konnten diese langsam zurückwerfen. Doch die Japaner zogen sich in eine Verteidigungslinie am Rande der Internationalen Sicherheitszone von Shanghai zurück. Die Truppen der chinesischen 88. und 87. Division konnten die japanischen Verteidigungsanlagen, die durch Betonmauern verstärkt waren, mit ihren 15-cm-Haubitzen, die aus dem Deutschen Reich importiert wurden, nicht durchbrechen, wobei besonders die 87. Division (General Wang Chingchin) bei Frontalangriffen schwere Verluste erlitt. Angesichts der enormen Verluste befahl Chiang Kai-shek Zhang Zhizhong, die feindlichen Truppen einzukesseln, indem alle Flucht- und Versorgungswege der Japaner abgeschnitten werden sollten. Danach sollten die japanischen Truppen im Kessel durch einen Großangriff vernichtet werden. Die chinesischen Truppen versuchten daraufhin, die Straßen zu sichern, durch die die Japaner versorgt wurden, doch die japanischen Soldaten konnten die Chinesen durch einige Gegenangriffe, die von mehreren Typ 95 Ha-Gō-Panzern unterstützt wurden, zurückdrängen. Während der Häuserkämpfe in Zhabei hatten die Chinesen so schwere Verluste erlitten, dass der Plan General Zhizhongs als unmöglich erschien. Chiang Kai-shek sagte daher den Großangriff ab, womit die chinesische Offensive am 18. August endete. Die chinesischen Truppen zogen sich danach in ihre Verteidigungslinien in den Innenbezirken Zhabeis zurück.

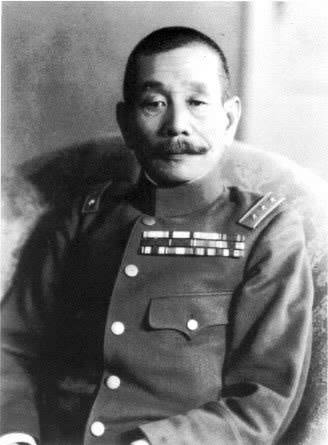
Matsui Iwane

Die Japaner nutzten die Atempause, um ihre angeschlagenen Truppen in Shanghai zu verstärken. Bereits am 15. August hatten die Führungsstäbe von Heer und Marine beschlossen, die Shanghai-Expeditionsarmee, die schon beim ersten Shanghai-Zwischenfall von 1932 involviert gewesen war, zu reaktivieren und nach Shanghai zu entsenden. Der Armee, die unter den Befehl von General Matsui Iwane gestellt wurde, wurden zunächst zwei Heeresdivisionen, die 3. und die 11. Division, neben weiteren Unterstützungseinheiten, darunter ein Panzerbataillon und schwere Artillerieeinheiten, zugeteilt. Von der Garnisonsarmee China (Hauptquartier in Tianjin) sollte zudem eine Fliegerstaffel entsandt werden. Die japanische Flotte in den Gewässern vor Shanghai wurde durch 12 weitere Kriegsschiffe verstärkt, darunter die leichten Kreuzer Kinu, Natori und Yura.
Am 18. August kam General Chen Cheng, Oberbefehlshaber der chinesischen 15. Armeegruppe in Shanghai an, um mit Zhang Zhizhong die Lage zu koordinieren. Die neu eingetroffene 36. Division sollte die japanischen Stellungen bei Hueishan an der Nordseite des Flusses Huangpu angreifen und die dortigen Docks erreichen. In der Zwischenzeit sollte die 87. Division die japanischen Linien bei Yangshupu durchbrechen und dann versuchen die Verbindung mit der 36. Division herzustellen. Am 22. August erreichten die Panzer der 36. Division zwar die Docks, konnten diese Position aber nicht lange halten und mussten sich wieder zurückziehen.
Am 23. August landete General Matsui die japanische 3. und 11. Division an der Mündung des Huangpu Jiang sowie im Gebiet nordwestlich davon. Während der Landungsoperationen konnten mehrere chinesische Stellungen durch schweres Schiffsartilleriefeuer von im Hafen liegenden japanischen Kriegsschiffen zerstört werden, wobei die chinesischen Verluste sehr hoch waren. Durch die Landungsoperationen im August konnten insgesamt rund 75.000 zusätzliche Soldaten eintreffen. Auch mehrere Panzerkompanien mit insgesamt 120 Typ 95 Ha-Gō-Panzern standen den Angreifern nun zur Verfügung.

### Kämpfe um die umliegenden Städte

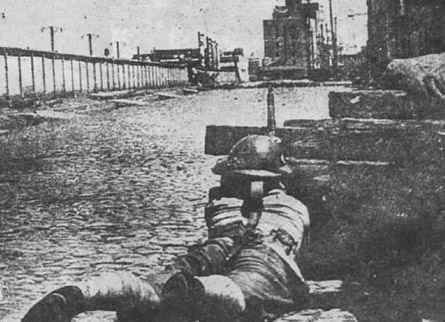
Ein Soldat der Kuomintang verteidigt eine Brücke während der Kämpfe in Shanghai, September–Oktober 1937

Der chinesische Gefechtsplan sah nach dieser unerwarteten feindlichen Landungsoperation vor, dass das 18. Armeekorps unter General Luo Zhuoying die angelandeten feindlichen Truppen in Liuhe angreifen und vernichten sollte. Das 18. Korps war Teil der 15. Armeegruppe (Chen Cheng) eine kampferprobte Einheit, die im chinesischen Bürgerkrieg gegen die Kommunisten gekämpft hatte, doch den japanischen Soldaten war sie waffenmäßig unterlegen. Zwei der am besten ausgerüsteten chinesischen Divisionen sollten dennoch nochmals einen Versuch unternehmen, die japanischen Truppen in Zhabei zurückzudrängen, doch diese Einheiten erlitten bei den einsetzenden Häuserkämpfen um das Zentrum von Shanghai innerhalb weniger Tage Verluste von bis zu 50 % ihrer Anfangsstärke, obwohl sie den Japanern auch ungewöhnlich starke Verluste beibringen konnten. Etwa zur selben Zeit begann Chiang Kai Shek erste Vorbereitungen zu treffen, die darauf hindeuten, dass er nicht mehr an eine erfolgreiche Verteidigung Shanghais glaubte: so ordnete er beispielsweise den Rückzug aller Universitäten und anderer Bildungseinrichtungen in den chinesischen Küstenprovinzen ins Inland und die dortige Wiederaufnahme des Lehrbetriebs an. Einige chinesische Divisionen des 18. Korps begannen auch den Rückzug, wobei sie durch die japanischen Flugzeuge schwere Verluste erlitten.
Das 18. Korps, welches die Japaner in Liuhe angreifen sollte, war derweil vorgestoßen, hatte jedoch während der Kämpfe in den Dörfern rund um Liuhe schwere Verluste erlitten, vor allem durch Artillerie- und Fliegerbeschuss. Die chinesischen Truppen, die nur leichte Geschütze aufbringen konnten und keine Panzerabwehrwaffen, wurden Anfang September von der japanischen 11. Division (Generalleutnant Munetake Yamamuro) fast komplett aufgerieben. Die wichtige Kleinstadt Baoshan fiel am 5. September, nach einem schlecht organisierten Verteidigungsversuch durch ein chinesisches Bataillon, an die Japaner, wobei tausende chinesische Soldaten umkamen. Die Japaner eroberten die wichtigsten Dörfer während der ersten Septemberwoche, wobei die Chinesen starke Verluste erlitten. Oft wurden ganze Kuomintang-Bataillone vollständig aufgerieben. Die noch einsatzfähigen Truppen des 18. Korps zogen sich schließlich am 11. September in die Kleinstadt Luodian zurück, wo sie eine Verteidigungslinie aufbauten und neu organisiert wurden. General Alexander von Falkenhausen, Militärberater von Chiang Kai-shek, berichtete dem Generalissimus, die Stadt Luodian sei unbedingt zu halten, sonst hätten die japanischen Streitkräfte in doppelter Zangenumfassung Shanghai einkesseln können. Trotz des erbitterten chinesischen Widerstandes in der Stadt, die durch japanisches Artilleriefeuer zerstört wurde, konnten die japanischen Truppen die Innenbezirke Luodians erreichen. Die Japaner rückten unter Artillerie- und Fliegerbeschuss vor, wobei sie durch eine Nebelkampfstoffwolke vor den Blicken der Verteidiger geschützt wurden. Die Chinesen verloren in Luodian insgesamt 34.000 Mann, wobei sie die Stadt bis zum 30. September halten konnten. Am 29. September griffen die Japaner in einem Großangriff die letzten kampffähigen Truppen des 18. Korps an, die sich schließlich aus Luodian nach Shanghai zurückziehen mussten. Die Japaner hatten 6.000 Tote und 20.000 Verletzte bei den Kämpfen um Luodian zu beklagen.
Bis zum 17. September hatten die verbliebenen chinesischen Truppen in Shanghai eine neue Verteidigungslinie am Nordbahnhof aufgebaut. Damit begann die zweite Phase der Schlacht. Diese Phase war von erbitterten Häuserkämpfen geprägt, die in den Ruinen Shanghais stattfanden, da der Großteil der Stadt durch japanisches Artilleriefeuer zerstört worden war. Mittlerweile kämpften rund 150.000 japanische Soldaten in Shanghai, unterstützt durch etwa 250 Panzer. Das 18. Korps war inzwischen bei den Kämpfen um Luodian aufgerieben worden, sodass die japanischen Truppen ohne Gegenwehr die Stadt einkesseln konnten.
Am 11. September erließ das japanische Hauptquartier den Befehl Nr. 919 um die Truppen der Shanghai-Expeditionsarmee zu verstärken:
- am 22. September landete die 101. Division (Generalleutnant Masaki Ito) zwischen Wusong und Yangshupu
- am 27. September landete die 9. Division (Generalleutnant Ryosuke Yoshizumi) zwischen Yangshupu und Wusong
- am 1. Oktober landete die 13. Division (Generalleutnant Rippei Ogisu) in Zhang Huabin und Qiujiangkou

### Schlacht um Dacheng
Der letzte Versuch der Chinesen, die japanischen Einheiten zu stoppen, wurde Mitte Oktober unternommen. Am 17. Oktober traf die Guangxi-Armee unter General Li Zongren und seinem Stabschef Bai Chongxi ein, um sich der Zentralarmee von Chiang Kai-shek im Kampf um Shanghai anzuschließen. Diese Truppen schafften es, eine starke Verteidigung in der wichtigen Kleinstadt Dachang aufzubauen. Dachang sollte unter allen Umständen gehalten werden: etwa 130.000 chinesische Soldaten kämpften in den Ruinen der Kleinstadt gegen 40.000 Japaner, die von mehreren Hundert Panzern sowie von 200 Flugzeugen unterstützt wurden. Die Japaner drangen schließlich am 26. Oktober in Dachang ein, wobei sie 10.000 Tote zu beklagen hatten.
Ab der Nacht des 26. Oktober mussten sich die Chinesen aus dem Stadtzentrum von Shanghai zurückziehen. Da Dachang und andere wichtige Vorstädte bereits verloren gegangen waren, befahl Chiang Kai-shek den chinesischen Truppen, sich aus Zhabei, Jiangwan und anderen Positionen zurückzuziehen, wo die Truppen fünfundsiebzig Tage lang ausgehalten hatten. Chiang befahl nur einem Bataillon der 88. Division in Zhabei zu bleiben, um als Nachhut am nördlichen Ufer des Flusses Suzhou zu verteidigen. Nach der Schlacht um Dachang war die Guanxi-Armee keine operative Einheit mehr. Es gelang den Japanern zu diesem Zeitpunkt, die chinesische Verteidigungslinie am Nordbahnhof zu durchbrechen, wobei die chinesischen Einheiten 40.000 Soldaten verloren. Die japanische Luftwaffe bombardierte unterdessen alle in chinesischer Hand befindlichen Stadtviertel, wobei etwa 2000 Zivilisten starben. Die chinesischen Truppen, denen nur noch 40.000 Soldaten zur Verfügung standen, errichteten Ende Oktober eine neue Verteidigungslinie im Norden der Stadt, während die japanischen Truppen auf 200.000 Soldaten verstärkt wurden.

### Ende der Kämpfe
Bereits am 12. Oktober hatten die japanischen Stabschefs Pläne formuliert, eine Landung in Jinshanwei zu erzwingen, einer Stadt am nördlichen Ufer der Hangzhou-Bucht südlich der Region Shanghai. Die Landungen in Jinshanwei würden einen Vorstoß nach Norden ermöglichen, um die Landungen um Baoshan zu verstärken, die einen Vorstoß nach Süden ermöglichten.
Am 5. November landete die neugebildete japanische 10. Armee (Generalleutnant Yanagawa Heisuke) ohne Gegenwehr weitere Divisionen (6., 18., 114. und Kunizaki-Division) in der Hangzhou-Bucht südlich der Stadt an. Die dortigen Positionen waren auf Befehl Chiangs kurze Zeit vorher geräumt und alle dort stationierten Truppen als Verstärkung nach Shanghai beordert worden. Die Japaner begannen unmittelbar entlang des Flusses Suzhou den Vormarsch auf die Stadt und drohten, die chinesischen Verteidiger nun vollständig einzuschließen, weshalb Chiang am 8. November den Rückzug aller chinesischen Truppen in Shanghai befahl. Vorher hatte es bereits erste Absetzbewegungen aus dem Stadtzentrum gegeben, welche von einer kleinen Truppe chinesischer Soldaten, die sich im Sihang-Lagerhaus verschanzt hatte, gedeckt wurde. Insgesamt konnten etwa 400.000 chinesische Soldaten der drohenden japanischen Einkreisung entkommen, wobei sie über den Jangtze-Fluss flohen. Am 20. November 1937 wurde die Stadt Shanghai von der japanischen Regierung als gesichert gemeldet, obwohl die Säuberungsoperationen der Besatzer bis zum 29. November andauerten.

## Ergebnis

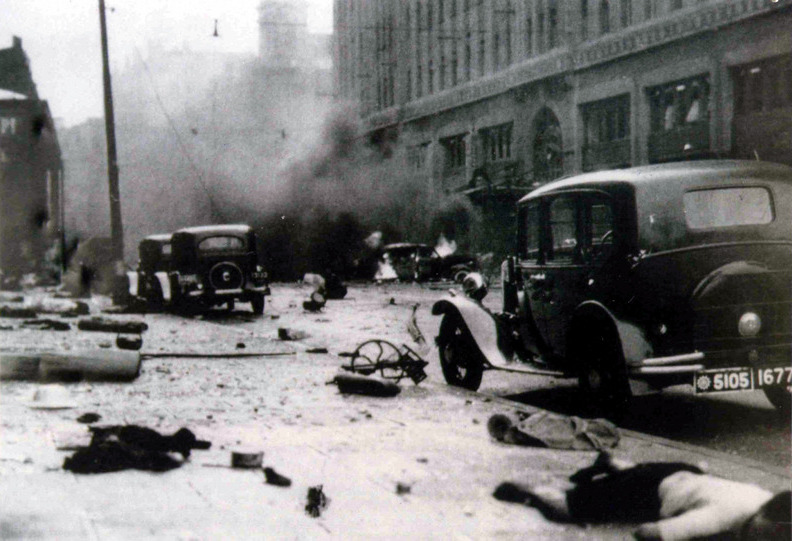
Die Innenstadt Shanghais nach der Schlacht

Die Chinesen konnten die Stadt zwar nicht verteidigen, aber dies war von der militärischen Führung eingeplant worden. Wichtiger war zum einen die Stärkung der eigenen Truppenmoral, da man sich das erste Mal massiv gegen die japanische Eroberung gewehrt hatte und nun deutlich wurde, dass man das Land nicht einfach aufgeben wollte. Aber die Verluste waren enorm und die Kuomintang büßte etwa ein Drittel der kampffähigen Truppen in der Schlacht ein. Dies sorgte für eine Änderung der Strategie, da man sich keine weiteren großen Schlachten mit den Japanern leisten konnte.
Die Japaner sahen ihre Strategie der schnellen Eroberung gescheitert und hatten unerwartet hohe Verluste zu verzeichnen. Die Truppenmoral sank weiter, als kurz nach der Schlacht der Marschbefehl in Richtung Nanjing, der damaligen Hauptstadt der Republik China, gegeben wurde. Bereits auf dem Weg kam es zu Grausamkeiten gegenüber der chinesischen Zivilbevölkerung. Nach der Schlacht um Nanjing wurden im Massaker von Nanking bis zu 300.000 Zivilisten und Kriegsgefangene getötet.
An der gesamten Schlacht waren über eine Million Soldaten beteiligt, und auf beiden Seiten fielen an die 200.000 Soldaten.